# Таргум Онкелоса

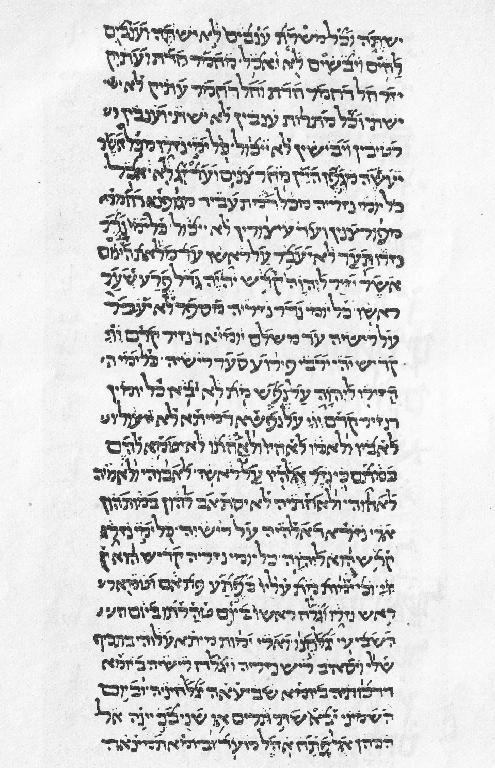
Підрядковий текст на івриті Книги Числа 6:3–10 з арамейським Таргумом Онкелоса з Британської бібліотеки.

Таргум Онкелоса (Таргум Онкелос, תרגום אונקלוס) — це офіційний східний (вавилонський) таргум (арамейський переклад) до Тори. Проте його джерела можуть бути західні, в Ізраїлі. Його авторство приписується Онкелосу, відомому наверненому у таннаїчні часи (35-120 роки).
Згідно з єврейським переказом, зміст Таргума Онкелоса був спочатку переданий Богом Мойсею на горі Синай. Пізніше він був забутий народними масами, і перезаписаний Онкелосом.
Деякі ототожнюють цей переклад як роботу Акіли з Синопи в арамейському перекладі, або вважають, що назва «Онкелос» спочатку відносилося до Акіли, але була застосована помилково до арамейського, а не грецького перекладу. Перекладач унікальний тим, що він уникає будь-якого роду персоніфікації. Самуель Давид Луцато говорить про те, що переклад призначався для «простих людей». Ця точка зору була рішуче спростована Натаном Маркусом Адлером у своїй передмові до коментарю до Таргума Онкелоса Netinah Табір.
Від талмудичних часів і донині в єменській єврейській громаді Таргум Онкелоса декламувався напам'ять, як вірш за віршем перекладу поперемінно з єврейськими віршами Тори у синагозі.
Талмуд стверджує (Гемара Брахос 8а-8б), що «людина повиненна заповнити свою частину Священного Писання поряд із громадою, читаючи Писання двічі і таргум один раз. Цей уривок вважають посиланням на Таргум Онкелоса. Ця директива закріплений в єврейському Законі (Rambam Hilchos Tefilla ч. 13:25; Tur & Shulchan Aruch, Orach Chaim 285:1).

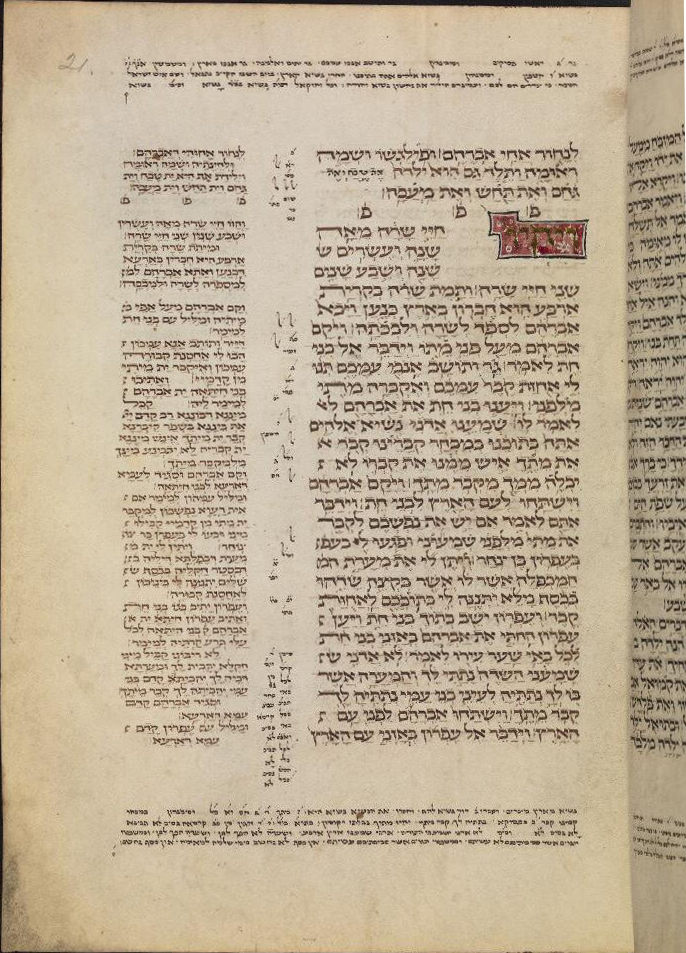
Текст на івриті (праворуч) і на арамейській мові Онкелоса (ліворуч) у єврейській Біблії, що з 1299 знаходиться у Бодлеянській бібліотеці